# Andrej Lukošík
Andrej Lukošík (* 5. října 1947 Levoča) je bývalý slovenský házenkář a reprezentant Československa.
S československou reprezentací získal stříbrnou medaili z letních olympijských her v Mnichově v roce 1972. Hrál v Mnichově ve 4 utkáních a dal 1 gól. Na klubové úrovni hrál za Tatran Prešov. Byl vyhlášen nejlepším házenkářem Slovenska za rok 1973.